# Ramon Llorens i Pujadas
Ramon Llorenç i Pujadas (Barcelona, 1 de novembre de 1906 - Barcelona, 4 de febrer de 1985) fou un futbolista català de la dècada de 1930.

## Trajectòria

El FC Barcelona, guanyador de la Copa del Rei de 1928. Drets: Forns (entr.), Mas, Castillo, Llorens, Walter, Guzmán, Carulla i Platko. Asseguts: Piera, Sastre, Samitier, Arocha i Sagi.

Nascut al barri barceloní del Poble Sec, arribà molt jove al FC Barcelona, i hi va romandre tota la seva carrera esportiva. No arribà a ser titular indiscutible al primer equip, essent desplaçat per Franz Platko i Joan Josep Nogués posteriorment. El 1933 el club li donà la baixa però decidí continuar-hi sense cobrar fins al 1936. En total disputà 142 partits amb el club. Posteriorment passà al quadre tècnic essent el descobridor d'homes com Gustau Biosca o Eduard Manchon i dirigint el primer equip entre Enrique Fernández i Ferdinand Daucik.
El 15 de juny de 1952 es disputà al Camp de Les Corts un partit d'homenatge a Ramon Llorens que enfrontà el Barcelona i l'Olympique de Niça amb victòria blau i grana per 8-2. El 6 de setembre de 1981 es disputà un nou partit d'homenatge organitzat per la UE Poble Sec. Una penya a Rubí del club duu el seu nom.